# Naissance en 1144
Naissance
- 1140
- 1141
- 1142
- 1143
- 1144
- 1145
- 1146
- 1147
- 1148

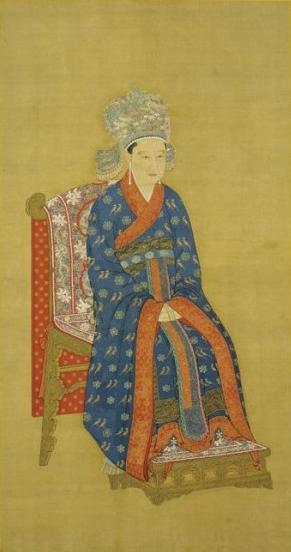
L'impératrice Li Fengniang, née en 1144

Cette page dresse une liste de personnalités nées au cours de l'année 1144 :
- 11 août : Sinjong, 20e roi de la Corée de la dynastie Goryeo.

- Fujiwara no Motofusa, membre du clan Fujiwara ainsi que l'un des régents Fujiwara.
- Marie Comnène (reine de Hongrie).
- Everard de Ros (en), lord du Château de Helmsley.
- Li Fengniang (en), impératrice chinoise, épouse de l'empereur Song Guangzong.
- Taira no Tadanori, samouraï de la fin de l'ère Heian, frère du chef de clan Taira no Kiyomori et l'un des généraux Taira durant la guerre de Gempei contre le clan Minamoto.

## Crédit d'auteurs
- Cet article est partiellement ou en totalité issu de l'article intitulé « 1144 » (voir la liste des auteurs).